# Свято-Никитская церковь (Волгоград)
Свя́то-Ники́тская це́рковь (также Никитинская церковь или церковь Никиты исповедника или храм святого Никиты Мидикийского) — старейший сохранившийся православный храм и одно из старейших зданий Волгограда, расположенное в Кировском районе города. Построена бывшим астраханским губернатором Никитой Афанасьевичем Бекетовым в 1795 году. Действующий храм Русской православной церкви, прерывавший свою работу только в период с 1940 по 1943 год. Объект культурного наследия регионального значения.

## История

### Постройка и дореволюционное время

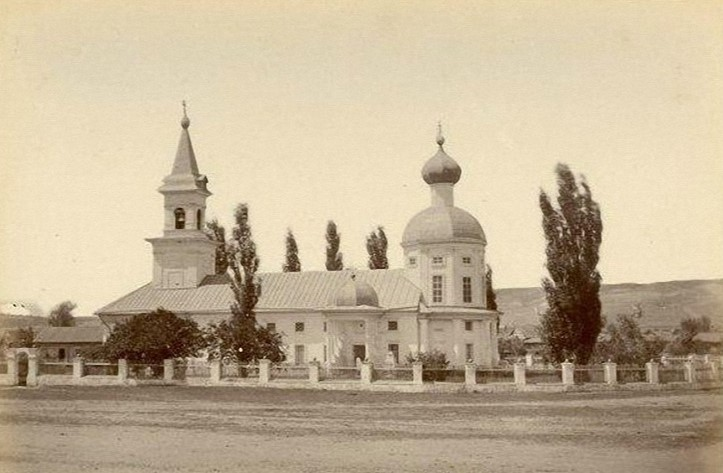
Свято-Никитская церковь до постройки притворов и возведения каменной колокольни, ранее 1867 года

Церковь была построена в 1782—1795 годах бывшим астраханским губернатором, генерал-поручиком Никитой Афанасьевичем Бекетовым в своем поместье Отрада (сейчас Старая Отрада) . Однопрестольная церковь была названа в честь Никиты Исповедника, святого покровителя Никиты Афанасьевича.
Церковь вместе с небольшой трапезной была сложена из кирпича, произведённого в поместье на заводе, специально построенном для возведения церкви. Из дерева были сделаны только колокольня и барабан с куполом. Здание было построено в стиле зрелого классицизма. Несмотря на традиционный для конца XVIII века план, церковь имеет очень необычную для русской архитектуры особенность: купол располагается не над центральной частью а прямо над апсидой (алтарём). Освящение храма состоялось в 1795 году, через год после смерти Бекетова. Сразу после строительства к приходу в числе других относились поселения Светлый Яр, Райгородок и Чапурники, отстоящие от Отрады на несколько десятков километров.
Будучи расположенной на границе с Калмыкией, церковь использовалась для крещения калмыков в 1833 году в присутствии епископа Саратовского и Царицынского. При церкви было организовано обучение детей прихожан. Было построено отдельное здание церковной школы, где обучали грамоте, Священной истории, арифметике и геометрии. В 1888 году в церковной сторожке была открыта также школа грамотности.
Церковь была отремонтирована в 1867 году, подрядчиком работ при этом выступал ставший впоследствии известным предпринимателем и главой Царицына Василий Фёдорович Лапшин. Возможно в это же время церковь была расширена притворами с севера и юга, а колокольню сделали каменной. До наших дней дошли поставленные в притворах голландские печи и кованые решётки на окнах. В 1871 году было открыто церковно-приходское попечительство. В конце XIX века председателем попечительства прихода стал ещё один известный царицынский купец и потомственный почётный гражданин Царицына Иван Егорович Воронин, владения которого находились недалеко от Отрады.
| Число прихожан по годам | Число прихожан по годам | Число прихожан по годам |
| Год                     | Число прихожан          | Источник                |
| ----------------------- | ----------------------- | ----------------------- |
| 1800                    | 529                     | .                       |
| 1840                    | 1300                    | [ 9 ]                   |
| 1860                    | 2050                    | [ 9 ]                   |
| 1880                    | 2837                    | [ 9 ]                   |
| 1895                    | 3062                    | [ 9 ]                   |
| 1912                    | 3427                    | [ 10 ]                  |

К 1895 году причт храма состоял из священника и псаломщика. В приход помимо Отрады входила слобода Бекетовка, посёлок Ивановка и колония Сарепта. К 1912 году в штате было уже два священника, дьякон и два псаломщика, а число прихожан составило 3427 человек. Помимо церковно-приходской школы, при церкви открылась земская школа.

### Советская власть
Послереволюционные гонения на церковь не обошли стороной и Свято-Никитскую церковь. К 1923 году в приход назначили более благожелательно относящихся к новой власти священников. Задокументировано предвзятое отношение к школьникам, посещавшим церковь. В 1933 году священникам запретили ходить в дома верующих. Сняли колокола. Волгоградский писатель Дроботов В. Н. в своём рассказе «Колокольный гул» (в сборнике «Пока горит свеча») так описал это событие.
Снимали колокол и у нас в Отраде с церкви. Стояла она беленькая, праздничная, будто нарядилась перед гибелью своей. Собралось много людей. Старухи стояли в первом ряду, молились, что-то причитали. [...] Колокол скользнул вниз, ударил в землю, и гул его, слившись с тяжёлым стоном, усиливая стон, долго плыл над онемевшей Отрадой. До сих пор отдаётся в моей душе тот страшный колокольный гул, предвещавший нам, как оказалось, многие беды, которые аукаются русским и России ещё и сейчас. Не могли мы предвидеть тогда этих бед, только сердца были охвачены тревогой и предчувствием чего-то страшного...В. Н. Дроботов, «Пока горит свеча», 1994
Продержавшаяся достаточно долго в условиях борьбы с религией церковь была закрыта 29 июня 1940 года с передачей здания под культурно-просветительское учреждение.

### Война и послевоенное время
В начале Сталинградской битвы на колокольне церкви был устроен наблюдательный пункт, недалеко находилась и одна из огневых позиций зенитно-артиллерийского полка. Генерал-майор А. В. Кирсанов, в 1942 году командовавший 157-й стрелковой дивизией в составе 51-й и 64-й армий, написал письмо в музей 122-й Волгоградской школы, которая находится через дорогу от храма. В этом письме он вспоминает о защите города и пишет что в церкви располагался командный пункт.
В церкви [...] в те дни находился командный пункт нашей 157-й дивизии. Фашистские захватчики стремились захватить Бекетовку, Сталгрэс и выйти к Волге. Они подвергали сильному арт. обстрелу и бомбили р-н церкви. У нас были раненые и убитые около церкви. И все же нам удалось не пропустить врага в Бекетовку!! … Более того нам удавалось по ночам проводить в церкви красноармейские собрания и даже давать концерты нашей художественной самодеятельности. На амвоне (перед алтарем) церкви пели и плясали наши самодеятельные артисты.генерал-майор А. В. Кирсанов, письмо в музей волгоградской школы № 122
Здание храма практически не пострадало во время войны. По просьбе верующих церковь вновь открылась уже в июне 1943 года, через несколько месяцев после окончания Сталинградской битвы. Поскольку другие храмы города были разрушены, верующие ездили в Свято-Никитскую церковь изо всех районов города. Фактически, церковь на некоторое время стала главным храмом Сталинграда вплоть до восстановления Казанского собора в 1948 году. На пасху 1946 года в храме собралось около шести тысяч человек. Купол, пострадавший во время войны, был быстро восстановлен. В 1948 года архиепископ Астраханский и Сталинградский Филипп (Ставицкий) освятил антиминс и престол церкви. Именно на фоне Свято-Никитской церкви снимали часть эпизода фильма «Сталинградская битва» 1949 года, в котором генерал Фридрих Паулюс едет в машине и рассуждает о победе над русскими (на 39-й минуте фильма).
После войны, в 1950-х годах, в храме прошёл ремонт и был восстановлен единый архитектурный стиль XVIII века. Был перестроен алтарь, возведены новые купол и иконостас. Роспись храма была произведена художниками М. Е. Губониным и Б. М. Красильниковым, написавшими новые иконы. Роспись по сырой штукатурке выполнил А. В. Козленков. В 1967 году был проведён капитальный ремонт храма с реставрацией живописи.
Во второй половине 1990-х и начале 2000-х годов в храме проходила масштабная реставрация. Иконописец Е. В. Мавродиева написала новую икону Никиты Исповедника, образ святителя Феодора Едесского и фреску Никиты Исповедника на алтарной стене. Были восстановлены некоторые архитектурные элементы.

## Архитектура и убранство
Архитектура храма сочетает в себе классицизм и эклектику с элементами древнерусской архитектуры.
Первоначально храм был построен в форме однокупольной базилики, но впоследствии был расширен притворами с севера и юга. Сама церковь, трапезная и колокольня размещены на одной оси. Трапезная по ширине равна храму. Первый ярус колокольни является притвором. Храм строился из кирпича, но трехъярусная колокольня и восьмигранный барабан с куполом над пятигранной апсидой были деревянными; впоследствии колокольню сделали каменной. Расположение купола прямо над апсидой является очень редким элементом в русской архитектуре. Барабан с куполом являются внешним архитектурным элементом и никак не проявляют себя внутри церкви. На барабане в два яруса по дереву нарисованы окна. Апсида снаружи окружена тосканскими колоннами на высоких постаментах. Трапезную и приделы обрамляют пилястры, в том числе угловые. На боковых стенах приделов вокруг оконных и дверных проёмов расположены арочные ниши.
Внутри церковь выделяется необычным открытым, по византийским канонам, алтарём. Царские врата оформлены в виде ротонды. В приделах использован мотив триумфальной арки с крупными арочными окнами. По всему внутреннему периметру расположены пилястры. Храм расписан в стиле екатерининского классицизма, в соответствии со стилем архитектурного ансамбля храма.

## Церковный приход

### Деятельность прихода
Храм продолжал работать и в непростое для церкви послевоенное время. В 1958 году храм посетили делегации Албанской и Чехословацкой Православных Церквей во главе с митрополитами Паисием и Иоанном. В храме дважды служил Святейший Патриарх Московский и всея Руси Алексий II, первый раз в 1983 году (в сане митрополита Таллинского и Эстонского) и второй раз в 1993 году (в сане патриарха).
В 1980 году в церкви было крещено 953 человека, 17 пар повенчано, отпето свыше 1000 человек. Оценивается что каждый третий родившийся в городе ребёнок был крещён.
По состоянию на 2022 год, при церкви имелась воскресная школа «Святитель Феодор, епископ Едесский», работал кружок «Евангельские чтения» и библиотека. Волонтёры церкви помогали приюту для бездомных и многодетным семьям. Священники посещали школы, Волгоградский государственный университет, больницы и хоспис. Церковь относится к Бекетовскому благочинию Волгоградской епархии.

### Настоятели
| Даты                               | Настоятель                                      | Примечание                                                                       |
| ---------------------------------- | ----------------------------------------------- | -------------------------------------------------------------------------------- |
| 1806—1815                          | священник Василий Григорьевич Отрадов           |                                                                                  |
| сентябрь 1858 — 24.03.1873         | священник Николай Александрович Александровский |                                                                                  |
| после 24.03.1873 — не позднее 1889 | священник Василий Никифорович Быстрицкий        |                                                                                  |
| на 1897 — март 1907                | священник Гавриил Панов                         |                                                                                  |
| 1907 — не ранее 1912               | священник Алексей Илларионович Добросердов      |                                                                                  |
| около 1943 — около 1944            | Дмитрий Михайлович Днепровский                  |                                                                                  |
| октябрь 1944—1945                  | протоиерей Александр Алексеевич Князевский      |                                                                                  |
| 1955—1958(?)                       | протоиерей Н. Ф. Абрамович                      |                                                                                  |
| 1958—1965(?)                       | Димитрий Днепровский                            | Назначен во второй раз (первый раз служил настоятелем около 1943—1944 годов)     |
| 1965 — ???                         | Николай Федорович Можаров                       |                                                                                  |
| 1982—1984                          | протоиерей Евгений Иосифович Зубович            |                                                                                  |
| около 1988                         | протоиерей Александр Николаевич Гудков          |                                                                                  |
| 1995—2017                          | протоиерей Николай Николаевич Станков           | Доктор исторических наук, профессор Волгоградского государственного университета |
| с 22.04.2017                       | протоиерей Вадим Марков                         |                                                                                  |

## Объект культурного наследия
В 1988 году решением облисполкома № 21/404 церковь была признана памятником архитектуры. Постановлением Волгоградской областной Думы № 62/706 от 05.06.1997 церковь (под названием церковь Никиты Исповедника) была признана объектом культурного наследия регионального значения Волгоградской области. Приказом министерства культуры Волгоградской области от 17.06.2014 № 01-20/259 было утверждено описание особенностей, послуживших основаниями для включения церкви в единый государственный реестр объектов культурного наследия.
Несмотря на то, что некоторые источники описывают церковь как старейшим храм или даже старейшее здание города, кирха и некоторые другие здания в Старой Сарепте были построены на несколько лет раньше Свято-Никитской церкви.